# یونیون پارک (فلوریدا)
یونیون پارک (به انگلیسی: Union Park) یک منطقهٔ مسکونی در ایالات متحده آمریکا است که در شهرستان اورنج، فلوریدا واقع شده‌است. یونیون پارک ۷٫۸ کیلومتر مربع مساحت و ۹٬۷۶۹ نفر جمعیت دارد و ۲۵ متر بالاتر از سطح دریا قرار دارد.